# Jin Yunpeng

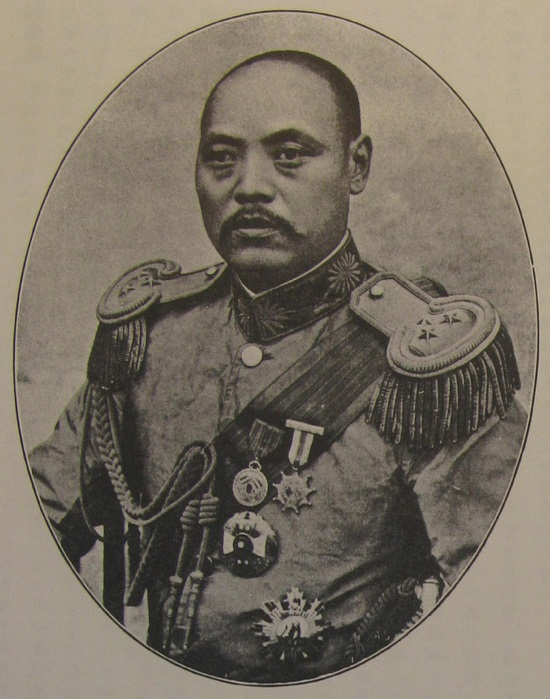
Jin Yunpeng.

Jin Yunpeng (chino simplificado: 靳云鹏; chino tradicional: 靳雲鵬; pinyin: Jìn Yúnpéng; 1877 - 30 de enero de 1951) fue un militar y político chino dentro del gobierno de Beiyang y Premier de la República de China en dos ocasiones.
Nació en la ciudad de Jining en la provincia de Shandong y se graduó de una academia militar en Tianjin. En 1914 fue nombrado general y en 1915 apoyó el ascenso del presidente Yuan Shikai como emperador y recibió el título de conde. Tras el desmantelamiento del Imperio y la muerte de Yuan en 1916, se convirtió en uno de los miembros más prominentes del bando Anhui. Entre septiembre de 1919 y mayo de 1920 fue nombrado por primera vez primer ministro  y ministro de Guerra de la República de China. Participó en la guerra Zhili-Anhui en julio de 1920, en donde su bando fue derrotado, pero volvió a fungir como primer ministro y ministro de Guerra entre agosto de 1920 y diciembre de 1921.
Luego se retiró de la política, migró a la concesión inglesa de Tianjin, y durante el gobierno nacionalista y la posterior ocupación japonesa se le invitó a colaborar pero rechazó los ofrecimientos. En sus últimos años se convirtió en monje budista, pero con el establecimiento de la República Popular China debió abandonar la religión. Falleció en Tianjin a la edad de 75 años.
| Predecesor: Gong Xinzhan Sa Zhenbing | Primer ministro de la República de China 1919-1920 1920-1921    | Sucesor: Sa Zhenbing Yan Huiqing  |
| Predecesor: Duan Zhigui Luo Kaibang  | Ministro de Guerra de la República de China 1919-1920 1920-1921 | Sucesor: Luo Kaibang Cai Chengxun |

- Datos: Q616603
- Multimedia: Jin Yunpeng / Q616603